# Hugo Westberg
Hugo Westberg (geb. am 29. Dezember 1873 in Jönköping, Schweden; gest. am 3. November 1940 ebenda) als Sohn von Per Johan Westberg Svensson (1832–1910) und Lovisa Westberg Svensson, geb. Hallgren (1833–1888) war ein schwedischer Kunstschreiner und Möbeldesigner. Er war u. a. in Berlin und Weimar im Umfeld von Henry van de Velde als dessen Mitarbeiter tätig, wie zeitweise auch Erica von Scheel, Thilo Schoder und Sigurd Frosterus. Im Unterschied zu diesen war er von 1901 bis 1926 dauerhaft für van de Velde tätig.

## Leben
Westberg ging nach Berlin, um sich als Schreiner fortzubilden. Van de Velde suchte per Anzeige einen Zeichner und Westberg bewarb sich. Er war bei van de Velde ab 1901 angestellt und fast wie ein Familienmitglied aufgenommen worden. Henry van de Velde überzeugte Westberg, den Wohnortwechsel nach Weimar mitzumachen. Van de Velde und Westberg wohnten in der Cranachstraße, unweit der Villa Silberblick, also der Villa, in der das Nietzsche-Archiv untergebracht war. Obwohl Henry van de Velde keinen Wert darauf legte, den Anteil seiner Assistenten an seinem Werk zu dokumentieren, sind ihm für die Weimarer Zeit die detailliertesten Angaben über Westberg zu verdanken. Westberg hatte einen bedeutenden Anteil an Entwurf und Realisierung der Villa Esche.
Westberg agierte in Weimar für van de Velde als Ansprechpartner zur Möbelfabrik Hermann Scheidemantel. Diese Firma setzte alle Möbelentwürfe Henry van de Veldes in der Weimarer Zeit um, so auch den Innenausbau des Nietzsche-Archivs. Die Firma von Hermann Scheidemantel wurde von van de Velde sehr geschätzt und in seinen Erinnerungen mehrfach erwähnt.
Westberg schuf fast alle Ausführungszeichnungen für die Fabrikation und die Entwurfsvorlagen für die Kunden. Das heißt: Die Entwürfe van de Veldes überarbeitete Westberg dergestalt, dass die entworfenen Möbel produziert werden konnten.
Westberg war selbst auch im Lehrkörper für ein Beratungsseminar für Möbeltischlerei unter dem Bereich Henry van de Veldes. Van de Velde hielt das Kunstgewerbliche Seminar. Westberg war nicht nur Mitarbeiter van de Veldes, sondern auch dessen Vertrauter.
Mit Beginn des Ersten Weltkrieges wurde Henry van de Velde als feindlicher Ausländer diffamiert und verließ Weimar 1915. Westberg war noch bis 1917 für ihn tätig. Nach Aufenthalten in Oberbayern, Königstein im Taunus und in der Schweiz konnte van de Velde nach dem Friedensvertrag von Versailles 1919 wieder nach Weimar reisen, um das Haus Hohe Pappeln zu verkaufen. Beim schlussendlichen Auszug aus Weimar unterstützte ihn Westberg.
Westberg war 1914 Mitglied im Thüringer Architekten- und Ingenieur-Verein (AIV).
Ein weiterer Bau einer langen Reihe van de Veldes, bei dem hinsichtlich der Innengestaltung Westberg beteiligt war, ist das Haus Schulenburg in Gera. Die weiteren Stationen van de Veldes waren zugleich die Westbergs bis 1926, abgesehen von den Zwischenaufenthalten in Weimar, wo Westberg für van de Velde tätig war. In den 1930er Jahren war Westberg abermals in Weimar tätig. So ist es bei Thomas Föhl zu lesen. Westberg ist als „Architekt“ aber bereits 1926 im Weimarer Adreßbuch zu finden. In dem von 1924 erscheint er noch nicht. Westberg erscheint letztmals im Weimarer Adreßbuch von 1933 unter der Bezeichnung, wohnhaft in der Luisenstraße 4.
Wann genau er in seinen Heimatort Jönköping in Schweden zurückkehrte, ist nicht bekannt. Nach 1933 verläuft sich in Deutschland jedenfalls seine Spur.